# Československá námořní plavba

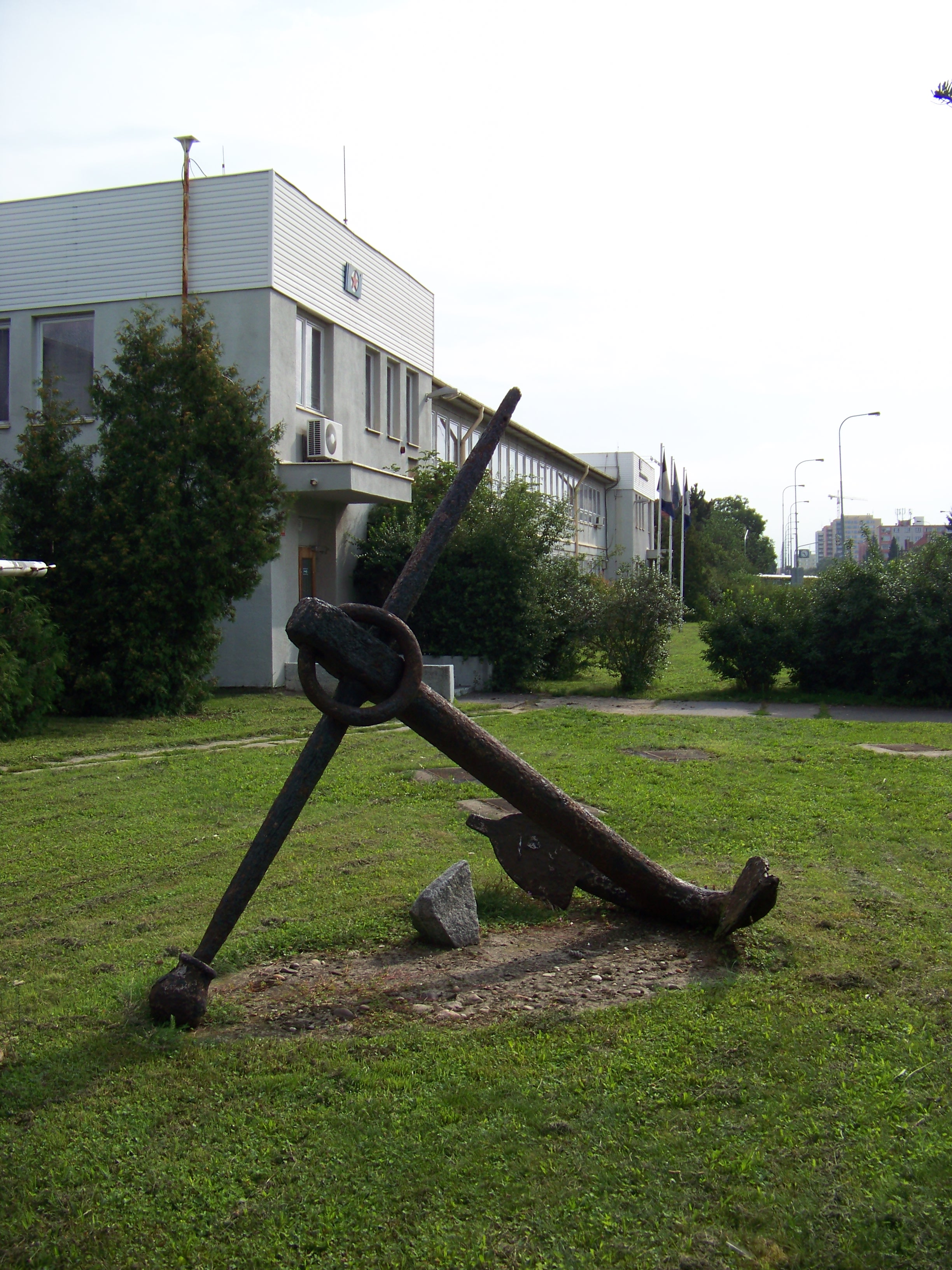
Bývalá budova České (dříve Československé) námořní plavby na Hagiboru v Praze-Strašnicích

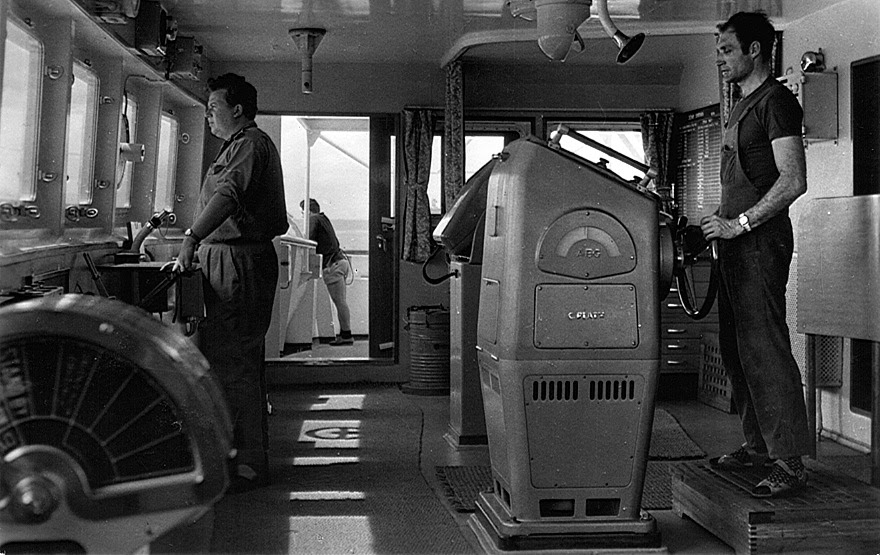
Můstek lodi Košice, foto 1966

Československá námořní plavba, mezinárodní akciová společnost byla založena 1. dubna 1959. O 35 let později, 26. září 1994, byla v souvislosti s rozdělením České a Slovenské republiky zapsána změna původního názvu na Česká námořní plavba, a.s. V roce 1994 byly akcie společnosti na jméno, na majitele i zaměstnanecké, od 25. září 1995 pouze na majitele, od 7. prosince 2006 jsou všechny akcie na majitele v zaknihované podobě.

## Historie
Námořní lodě se pod československou vlajkou plavily krátce po vzniku Československa. První takovou lodí byl škuner Kehrwieder roku 1920. Versaillská mírová smlouva a na ni navazující Barcelonská deklarace umožnily používat státní vlajky na námořních lodích i zemím bez vlastního mořského pobřeží. Tuto smlouvu Československá republika ratifikovala v roce 1924. Rejstříkovým přístavem se stala Praha a smlouvami republice pronajalo Německo na 99 let přístavy ve Štětíně a Hamburku (Moldauhafen).
V období 1. republiky československé námořní lodě patřily různým společnostem, například loď Legie patřila roku 1920 Bance československých legií, další lodě vlastnila firma Baťa, či společnosti zahraniční. V tomto předválečném období vystudovalo námořní akademii v Jugoslávii 80 budoucích důstojníků, proto po druhé světové válce mělo Československo k dispozici řadu zkušených kapitánů dálné plavby.

## Založení státního podniku
Dne 18. září 1953 byla založena akciová společnost pro námořní dopravu Čechofracht. Brzy poté se změnila na státní podnik zahraničního obchodu, v jehož náplni byla též námořní plavba a obchod.
Ministerstvo zahraničního obchodu udělilo společnosti Čechofracht Praha svým výnosem z února 1959 právo založit mezinárodní akciovou společnost, v jejíž náplni bylo provozování námořní plavby, nákup, prodej a pronájmy lodí. Založení bylo provedeno 1. dubna 1959 zapsáním do podnikového rejstříku a 4. června 1959 ministr zahraničního obchodu nové společnosti svou vyhláškou udělil oprávnění provozovat námořní plavbu.
Protože Čínská lidová republika nebyla v té době členem OSN, nesměla provozovat vlastní námořní dopravu. Proto se podílela na zrodu československé společnosti a finančně i na stavbě řadě lodí, které měly československou vlajku. Po přijetí Číny do OSN po roce 1960 byla část lodí Číně předána zpět a došlo k finančnímu vyrovnání.

## Stavba, registrace a využití lodí
Protože Československo byl stát vnitrozemský, lodě mu stavěly loděnice přímořských států – například Polska, Jugoslávie, Bulharska, Japonska. Všechny námořní lodě podléhají schvalování zahraničními klasifikačními organizacemi (např. anglická Lloyd's Register), které svými požadavky stavbu plavidel ovlivňují.
Podnik během let své existence měl ve své správě několik desítek lodí. Například parníky Republika zakoupený roku 1951 a Julius Fučík z roku 1953, či v roce 1959 největší československou loď Ostrava o délce 170 metrů, šířce 22 metrů, plovoucí rychlostí 15,5 uzlů.
Z hlediska obchodu byl provoz lodí velice rentabilní. Československé lodě zajišťovaly výměnu zboží mj. s Čínou či Kubou, tedy se státy, v tehdejší době z politických důvodů zčásti blokovanými. Umožnily dostat výrobky československého průmyslu do celého světa a bez velkého nároku na devizy dovážet nedostatkové suroviny.
Některé lodě si Československo nechalo postavit jako protihodnotu, např. loď Kladno byla postavena za výtěžek za důl na antracit ve Vietnamu, či moderní loď Vítkovice jako protihodnota za důl na železnou rudu v Etiopii.
V roce 1984 mělo Československo 14 námořních lodí: Košice, Vítkovice, Blaník, Sitno, Radhošť, Kriváň, Praha, Mír, Bratislava, Třinec, Orlík, Slapy, Lipno a Ostrava.

## Válečné události
Během válečného konfliktu mezi Izraelem a několika arabskými státy a po něm byla československá loď Lednice spolu s 14 dalšími loděmi osm let (1967–1975) držena na Velkém Hořkém jezeře u Suezského průplavu i se svou posádkou. Pak byla odvlečena do Rijeky k opravě.

## Vývoj po roce 1990
V roce 1992 byla Československá námořní plavba privatizována v první vlně kuponové privatizace. Vlastníky se staly FINOP, Čechofracht, asi 50 investičních privatizačních fondů (z nichž největší byly PIAS, KIS, YSE a SIS), restituční fond a asi 20 tisíc držitelů investičních kuponů a zaměstnaneckých akcií. ČNP si objednala u korejské loděnice Daewoo dvě lodě typu Panamax (Beskydy a Šumava, odprodána byla loď Mír II) a investovala do majetkové účasti v několika servisních, obchodních či plavebních dceřiných společnostech, z nichž některé byly určeny k provozování jednotlivých lodí.
K 15. červnu 1994 byly v souvislosti s rozdělením České a Slovenské republiky změněny stanovy společnosti, název společnosti se změnil na Česká námořní plavba a.s.
V roce 1995 se majoritním akcionářem stala společnost Stratton Investments spojená s Harvardskými investičními fondy a restrukturalizace a modernizace flotily pokračovala. Lodě byly do roku 1998 postupně odprodány, zčásti dceřiným společnostem, které je provozovaly, některé lodě i jiným kupcům (např. v roce 1995 byly tři lodě prodány slovenské společnosti Dunajplavba).
Ačkoliv provoz lodí vykazoval dlouhodobé zisky, většinoví akcionáři České námořní plavby a.s. v roce 1998 rozhodli o výkupu akcií společnosti, což vedlo k utlumení činnosti společnosti a postupnému prodeji majetků a lodí. Společnost se následně dostala do hluboké ztráty. Přestože s ukončením provozu lodí hrozilo i ukončeni činnosti společnosti, Česká námořní plavba a.s. se po roce 2002 postupně stabilizovala.
V posledních letech se Česká námořní plavba a.s. věnuje převážně investiční činnosti a správě i pronájmu nemovitostí.
Čeští a slovenští námořníci nadále v oboru působí, avšak většinou pod hlavičkou jiných společností. Na čtyřech z lodí německého rejdařství MST byly některé posádky složeny kompletně z Čechů a Slováků. Národnostně smíšené posádky byly i na lodích některých italských rejdařů – české či slovenské zastoupení na cca 15 lodích (zejména v důstojnickém sboru), přičemž podřízená posádka pochází často z jiných zemí, například Ukrajiny. České a slovenské námořní důstojníky zaměstnali i někteří z kupců bývalých lodí ČNP.

## Galerie

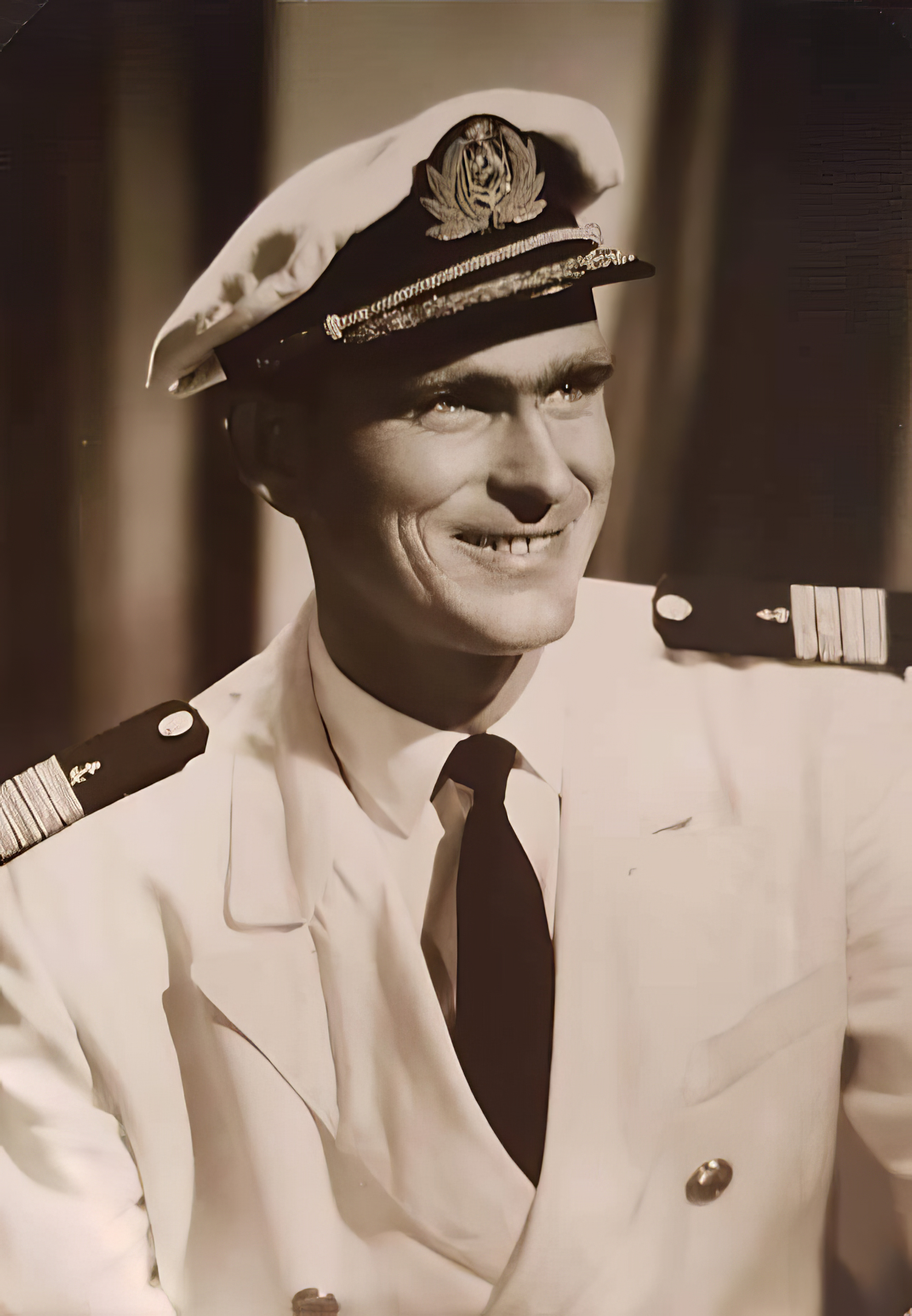
Milan Rusňák, kapitán Československé námořní plavby
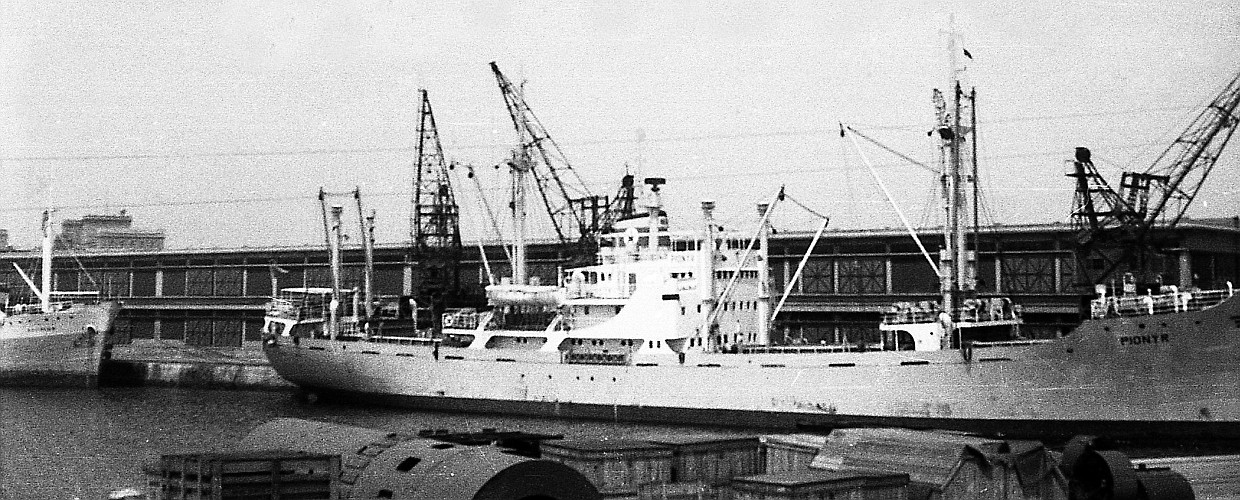
Pionýr v rumunské Konstanci, červen 1961
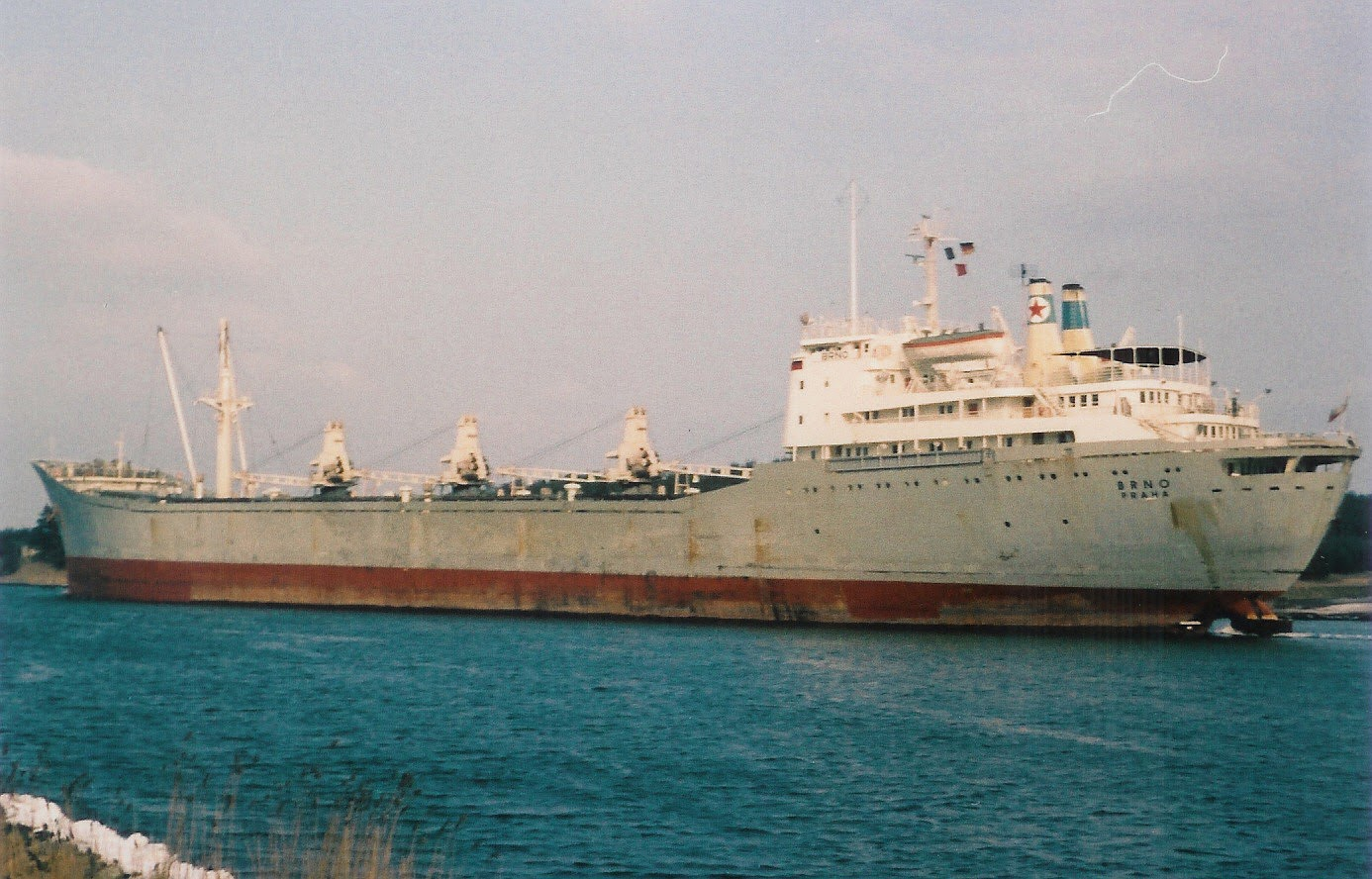
Brno, foto 1967
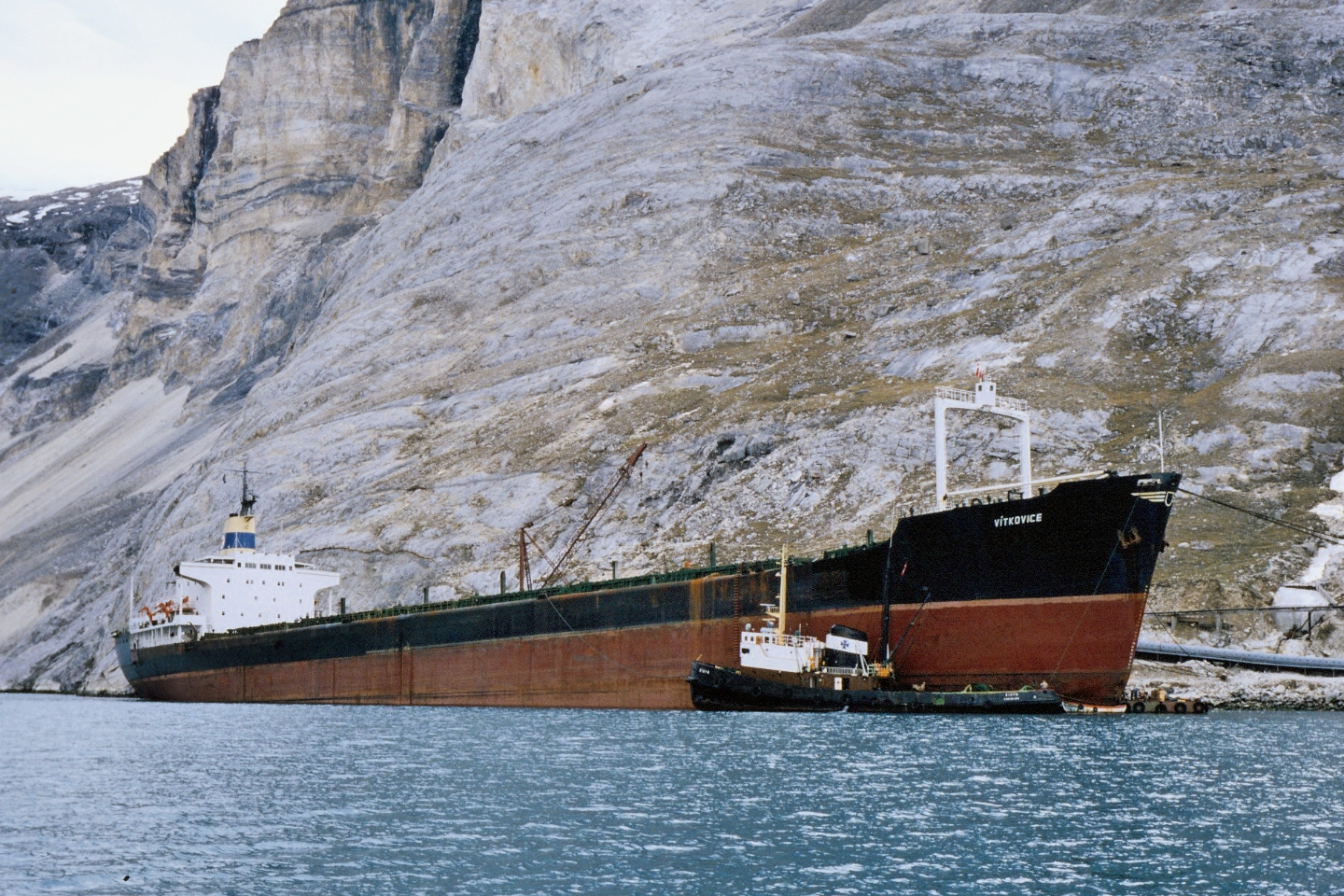
Vítkovice, foto 1980
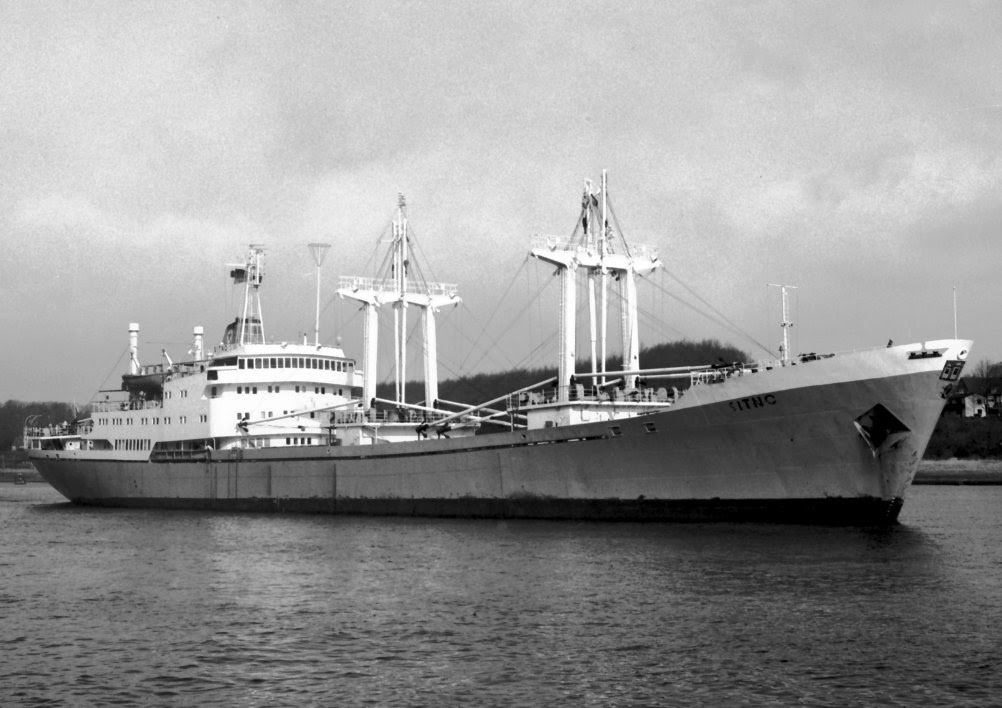
Sitno, foto 1987
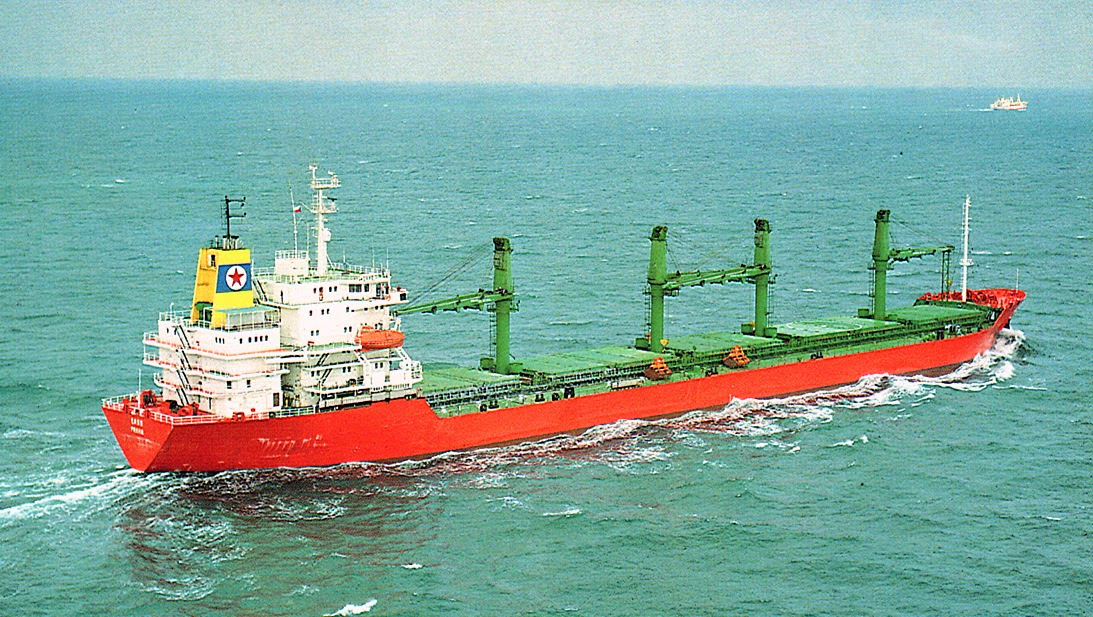
Labe, foto 1990
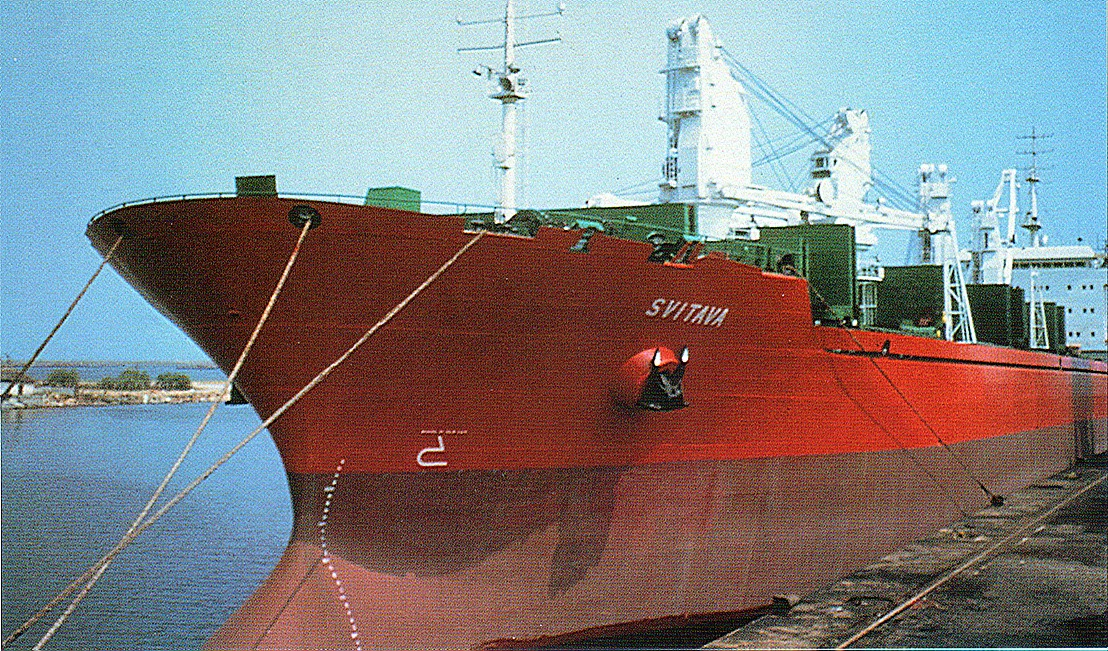
Svitava, foto 1995
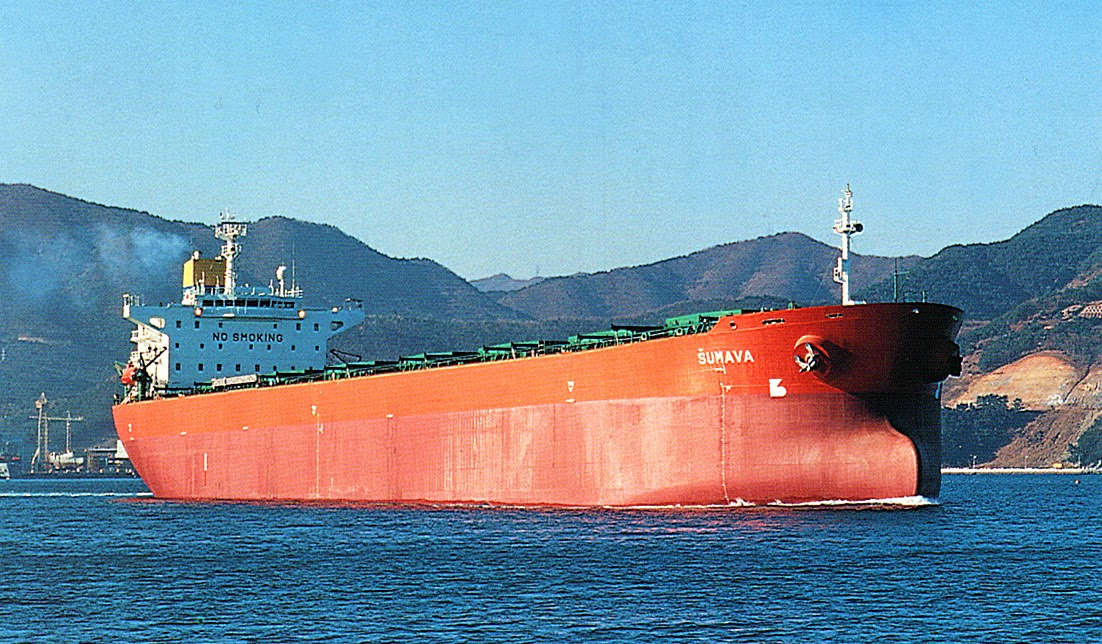
Šumava, foto 1996
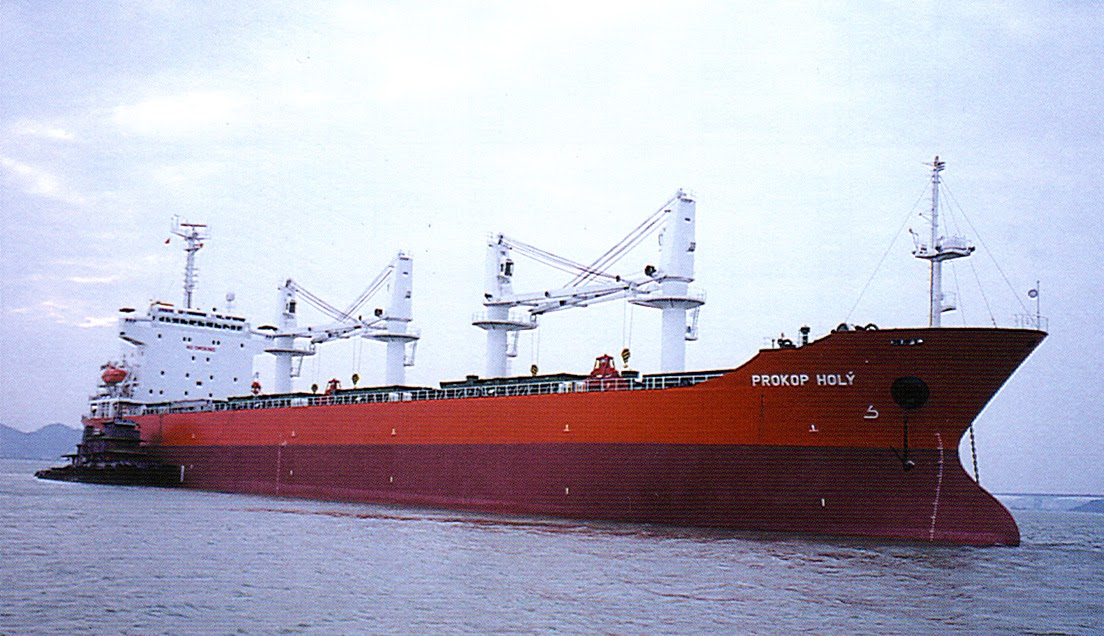
Prokop Holý, foto 1997